# İznik
Nicée

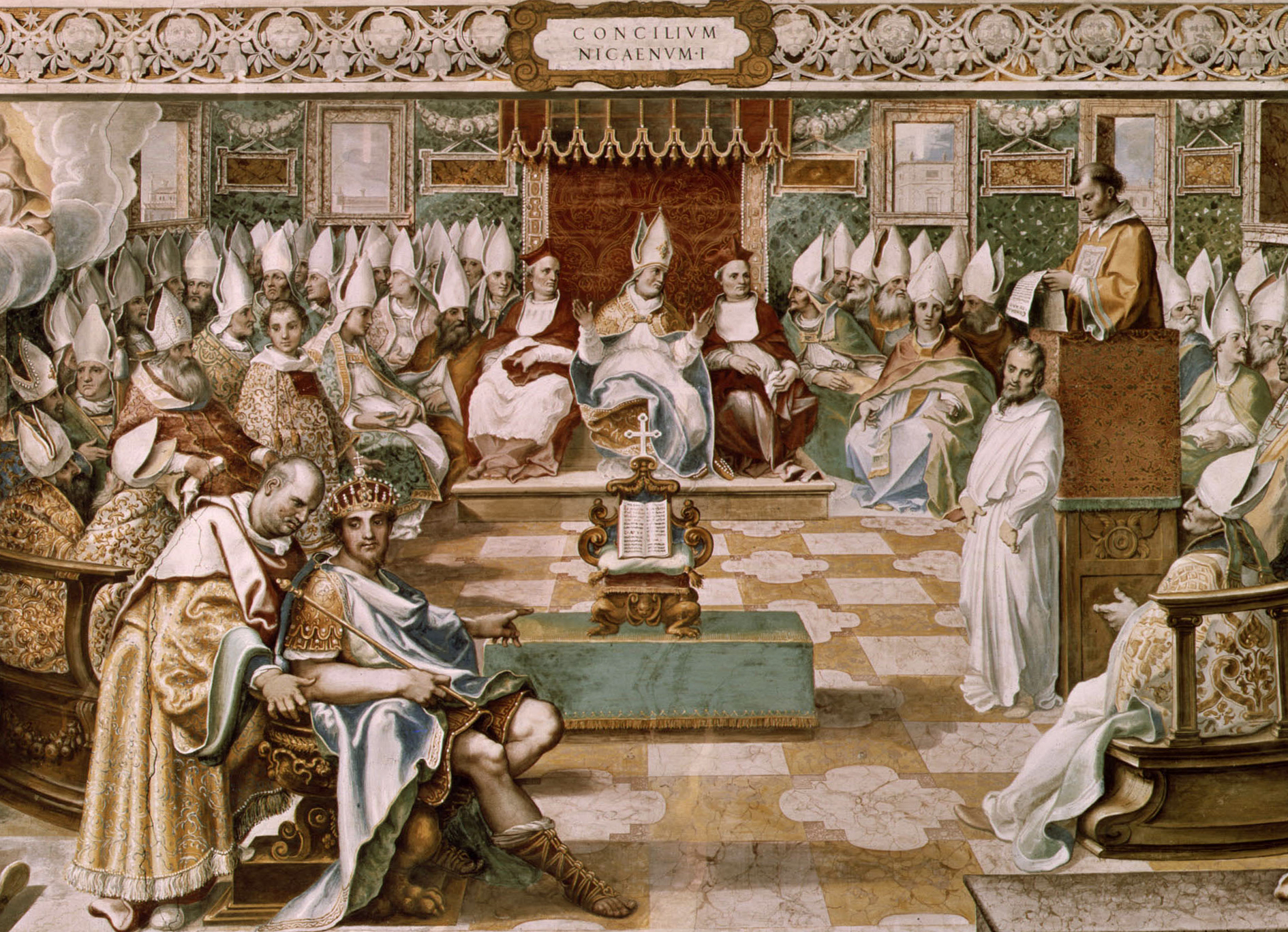
Premier concile de Nicée (325), par Cesare Nebbia, vers 1560. Au premier plan, l'empereur Constantin le Grand.

Iznik (orthographié en turc İznik, du grec Νίκαια / Níkaia), ou Nicée selon la forme francisée, est à la fois une ville et un district administratif dans la province de Bursa en Turquie. Elle se trouve sur le site de l'ancienne ville grecque du même nom, où se déroula notamment le premier concile de Nicée.
La ville se trouve au centre d'un bassin fertile situé sur la rive orientale du lac d'İznik et limité au nord et au sud par des collines.
La ville d'İznik est à une distance de 80 km à l'est-nord-est de Brousse. À vol d'oiseau, elle se trouve à environ 90 km au sud-est d'Istanbul, mais à 200 km par les routes, qui contournent le golfe d'İzmit. Ce parcours a toutefois été raccourci de près de 75 km à la suite de l'ouverture en 2016 du pont Osman Gazi.

## Histoire

### Antiquité

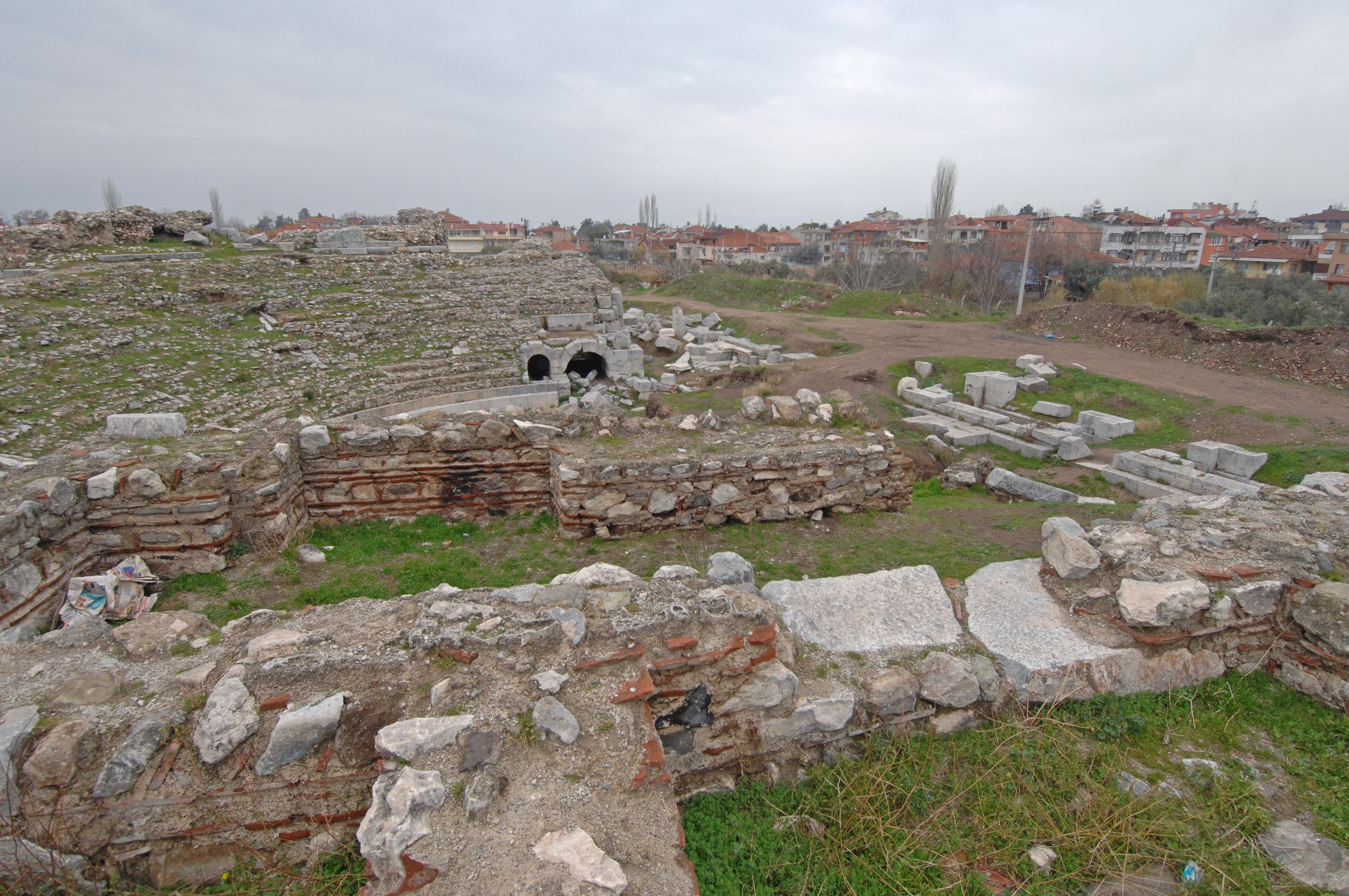
Théâtre romain de Nicée.

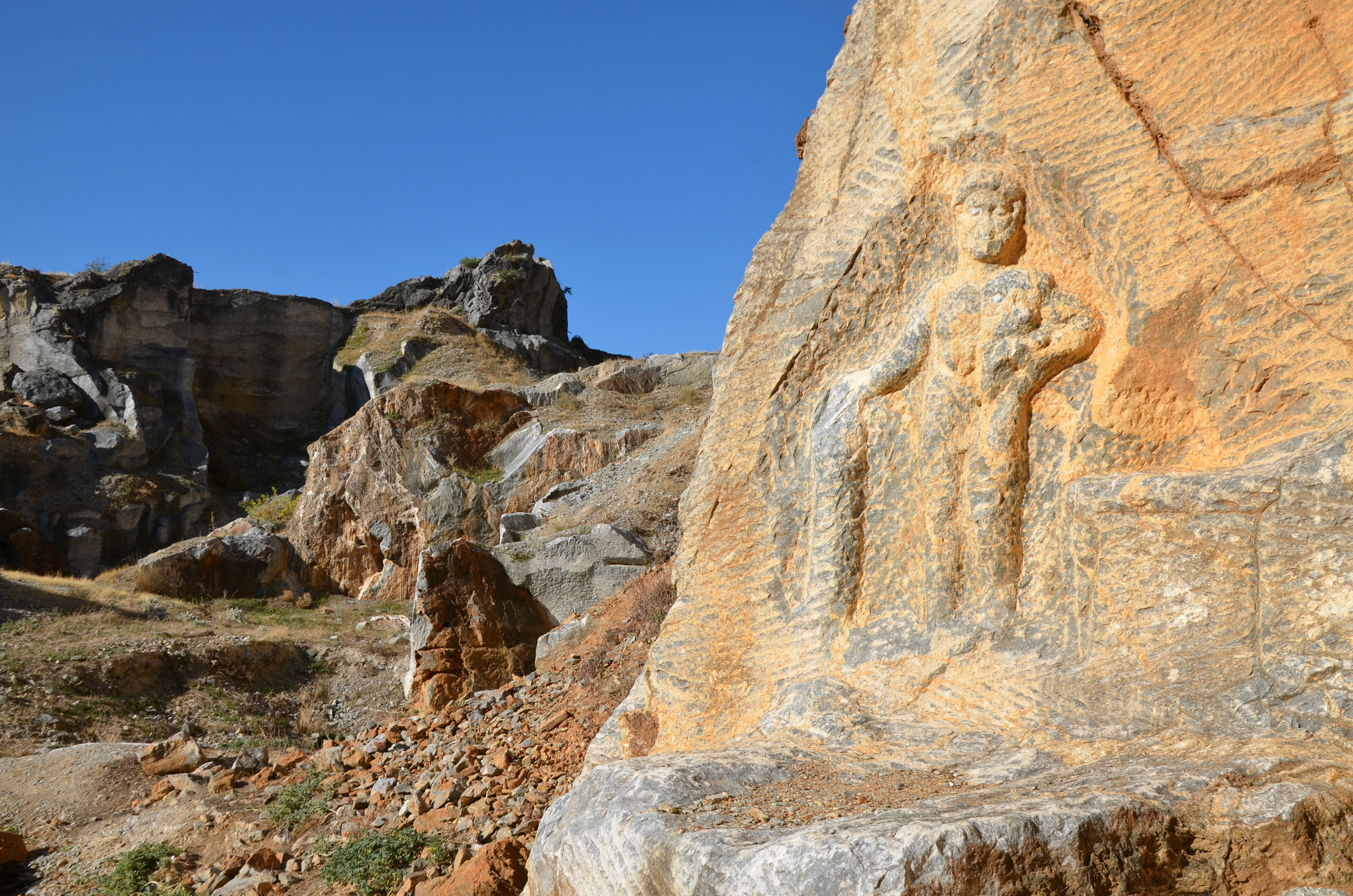
Relief inachevé d'Hercule, IIIe s., dans une carrière antique à l'extérieur de la ville.

Dans l'Antiquité, Nicée est une ville hellénistique, rebâtie par Antigone Ier, l’un des successeurs d’Alexandre (appelés diadoques) vers 315 av. J.-C., et renommée Antigonéia (Άντιγονεία).

### Période ottomane
En 1331, Orhan captura la ville aux Byzantins et, pendant une courte période, la ville devint la capitale de l'Émirat ottoman en expansion. La grande église de Sainte-Sophie au centre de la ville fut transformée en mosquée d'Orhan et une medrese (école théologique : Süleyman Paşa Medresesi) et un hammam (bains publics) ont été construits à proximité. En 1334, Orhan construisit une autre mosquée et un imaret (soupe populaire) juste à l'extérieur de la porte Yenişehir (Yenişeh Kapısı) du côté sud de la ville.
Le voyageur marocain Ibn Battuta séjourna à Iznik fin 1331 peu après la prise de la ville par Orhan. Selon Ibn Battuta, la ville était en ruines et habitée seulement par un petit nombre de personnes au service du sultan. À l’intérieur des murs de la ville se trouvaient des jardins et des parcelles cultivées, chaque maison étant entourée d’un verger. La ville produisait des fruits, des noix, des châtaignes et de gros raisins sucrés,.

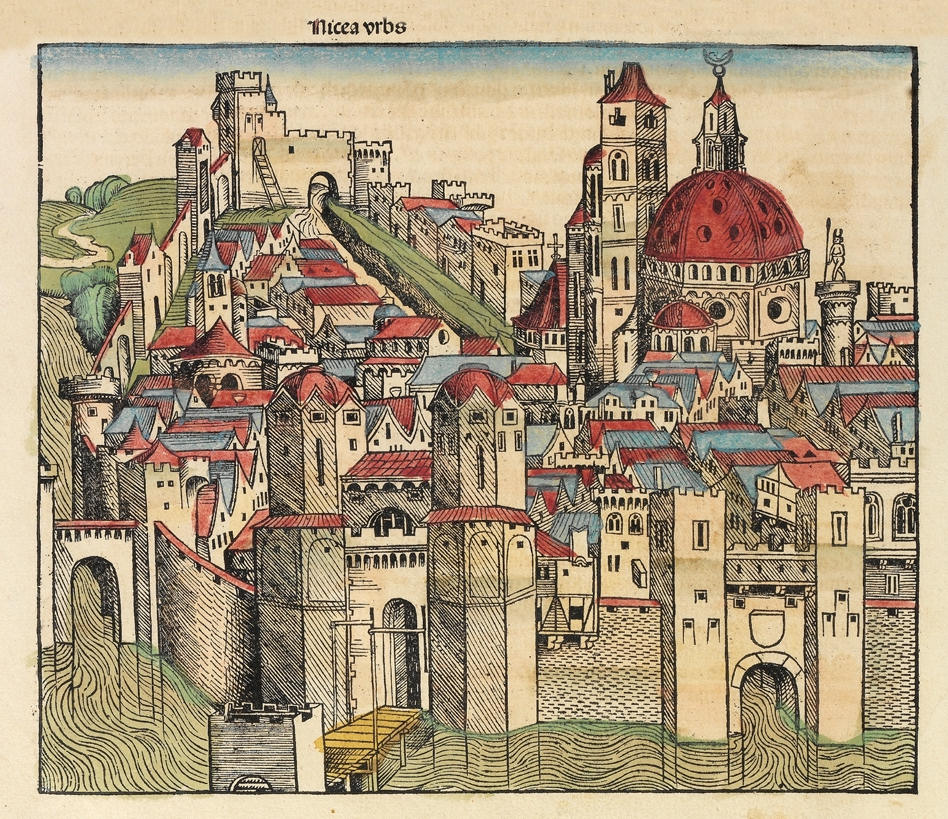
Vue d'Iznik, La Chronique de Nuremberg, 1493.

Un recensement effectué en 1520 a enregistré 379 ménages musulmans et 23 ménages chrétiens, tandis qu'un autre, effectué un siècle plus tard, en 1624, a enregistré 351 ménages musulmans et 10 ménages chrétiens. En supposant cinq membres par ménage, ces chiffres suggèrent que la population était d'environ 2 000 habitants. Les estimations faites aux XVIIIe et XIXe siècles aboutissent à des chiffres similaires. La ville était pauvre et la population faible, même lorsque la production de céramique était à son apogée au cours de la seconde moitié du XVIe siècle.

### Période moderne
La ville et ses monuments ont été gravement endommagés en 1921 lors de la guerre gréco-turque (1919-1922).

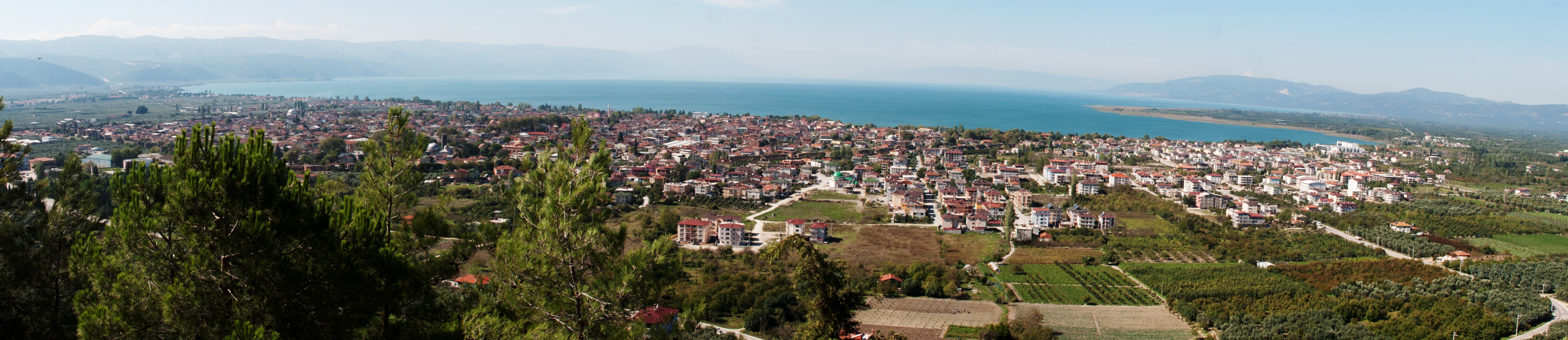
İznik (ancienne Nicée), avec le lac d'Iznik en arrière-plan.

## Céramique
La production de céramique à Iznik s'est développée au XVIe siècle en même temps que la poterie et la tuilerie. Les carreaux de céramique d'Iznik (turc : İznik Çini) ont décoré les nombreuses mosquées conçues par Mimar Sinan à Istanbul. Cependant, cette industrie de la céramique déclina au XVIIe siècle et, au XIXe siècle, Iznik était réduite à un village agricole, au point qu'elle fut contournée par le chemin de fer.

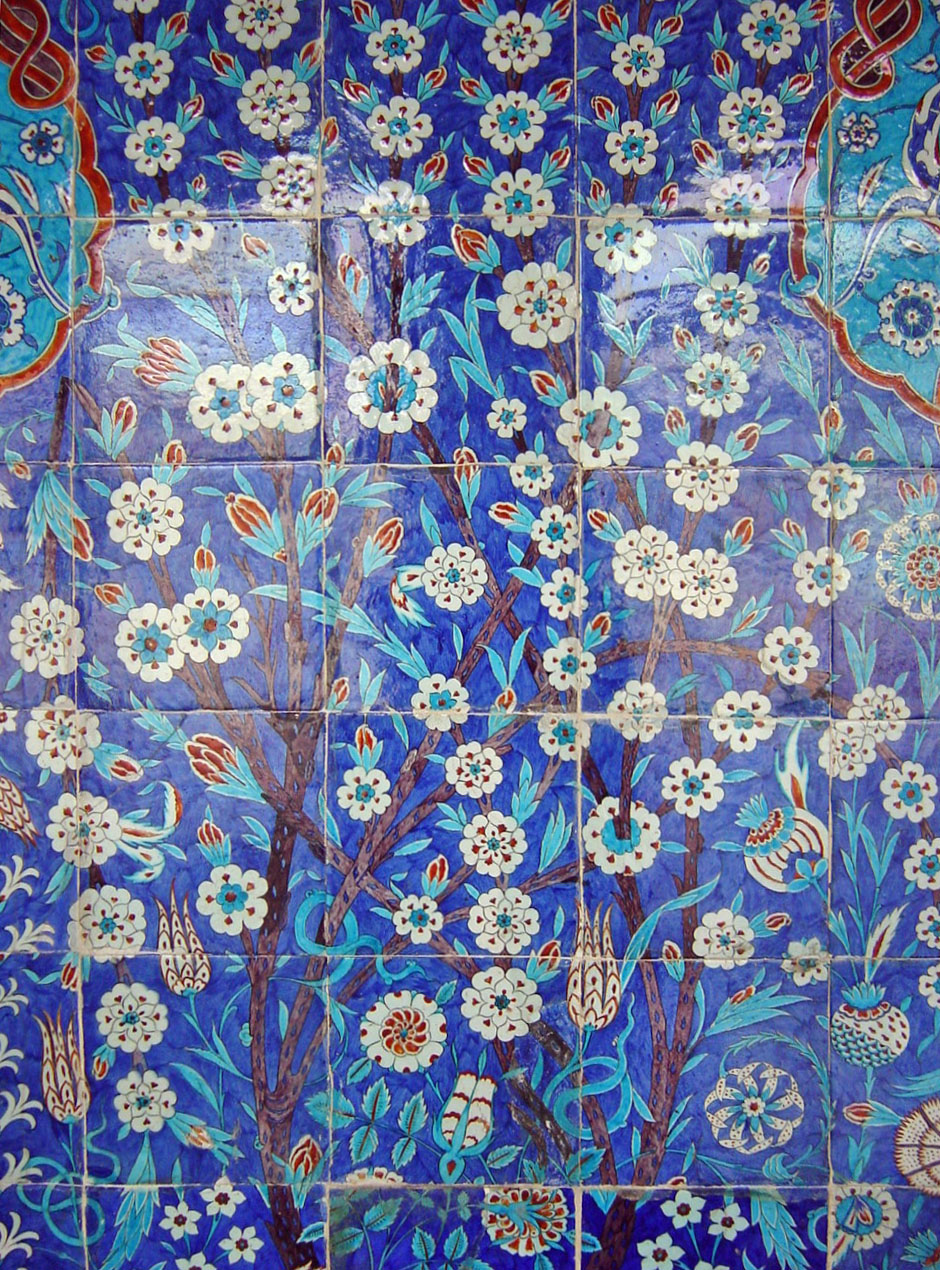
Panneau carrelé du portique de la mosquée Rüstem Pacha à Istanbul, 1561.
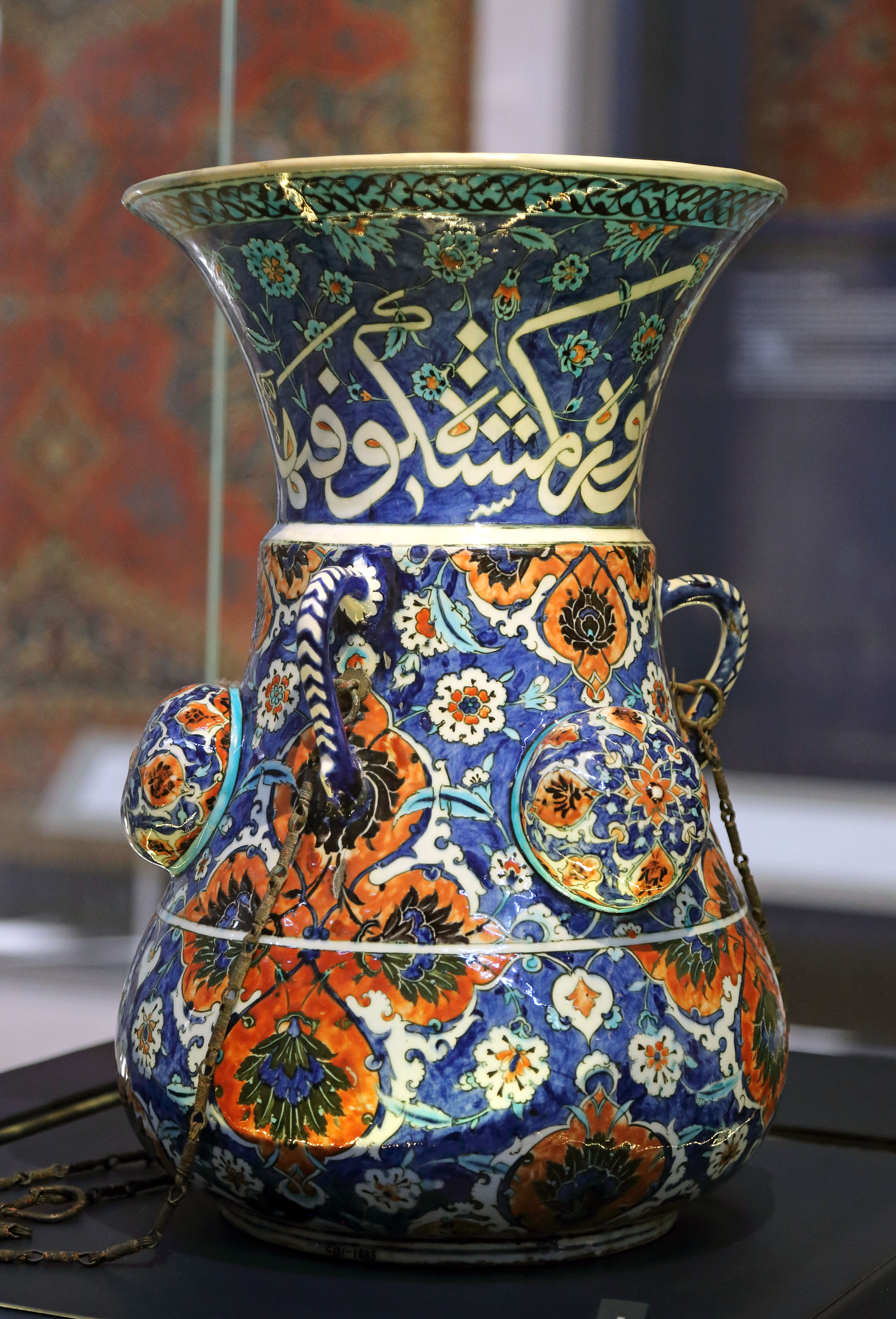
Lampe de la Mosquée de Soliman, 1557.
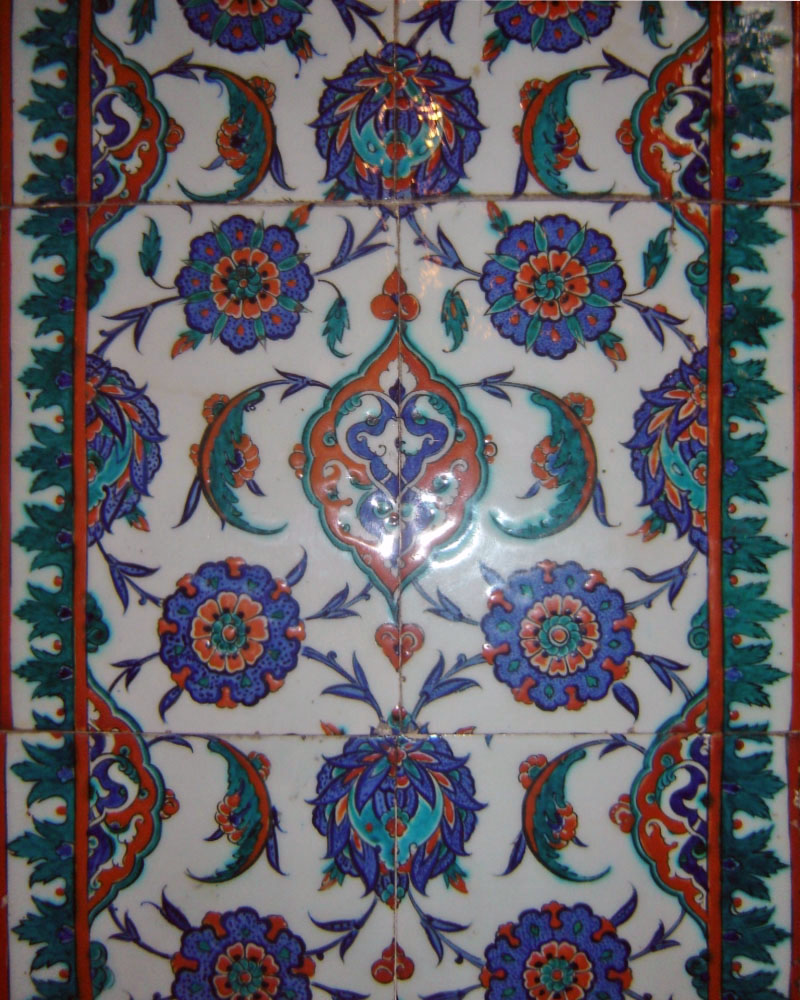
Carreaux d'Iznik à l'intérieur de la mosquée Selimiye à Edirne.

## Principaux sites et monuments

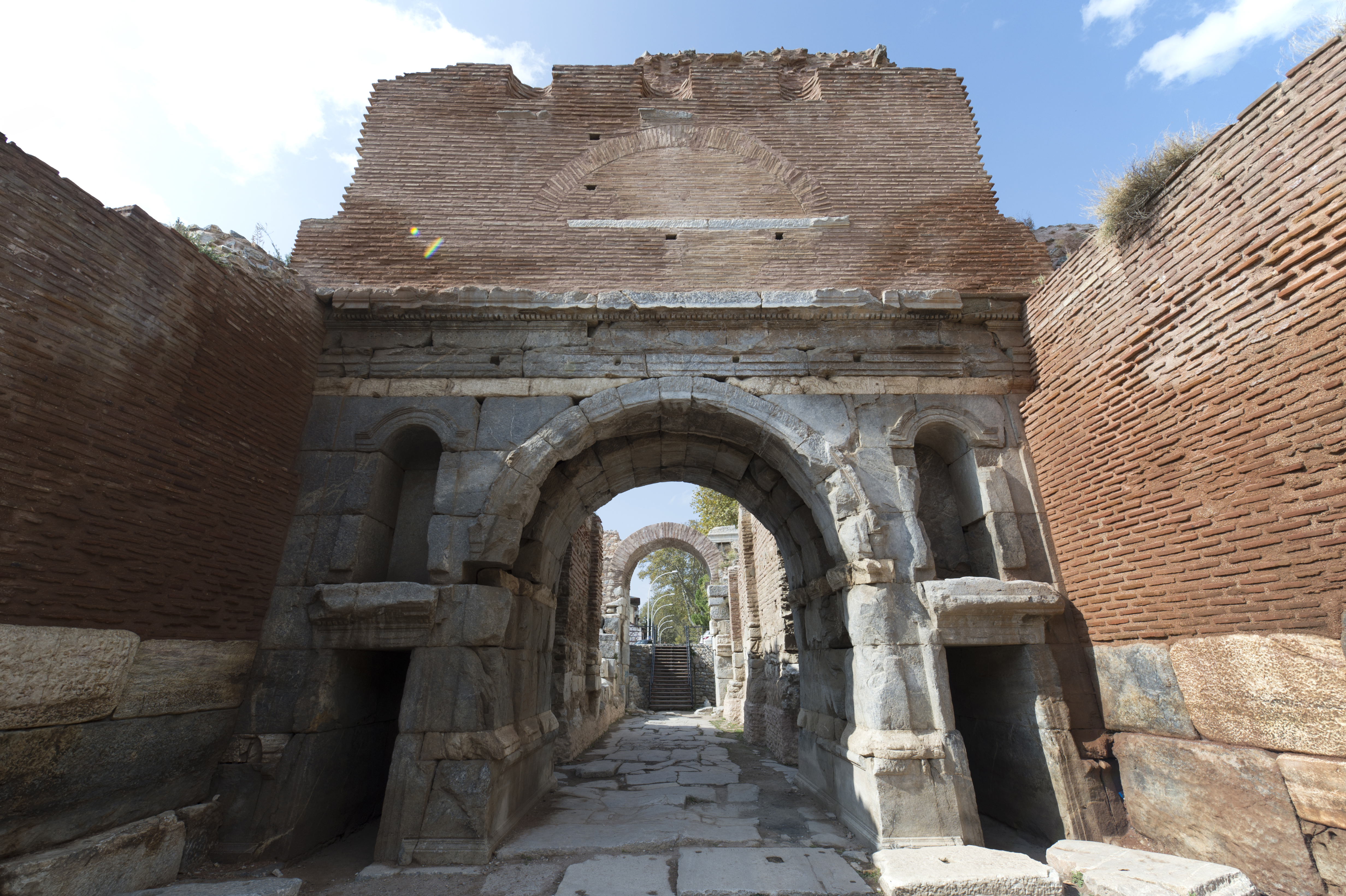
Murailles de Nicée et porte de Lefke
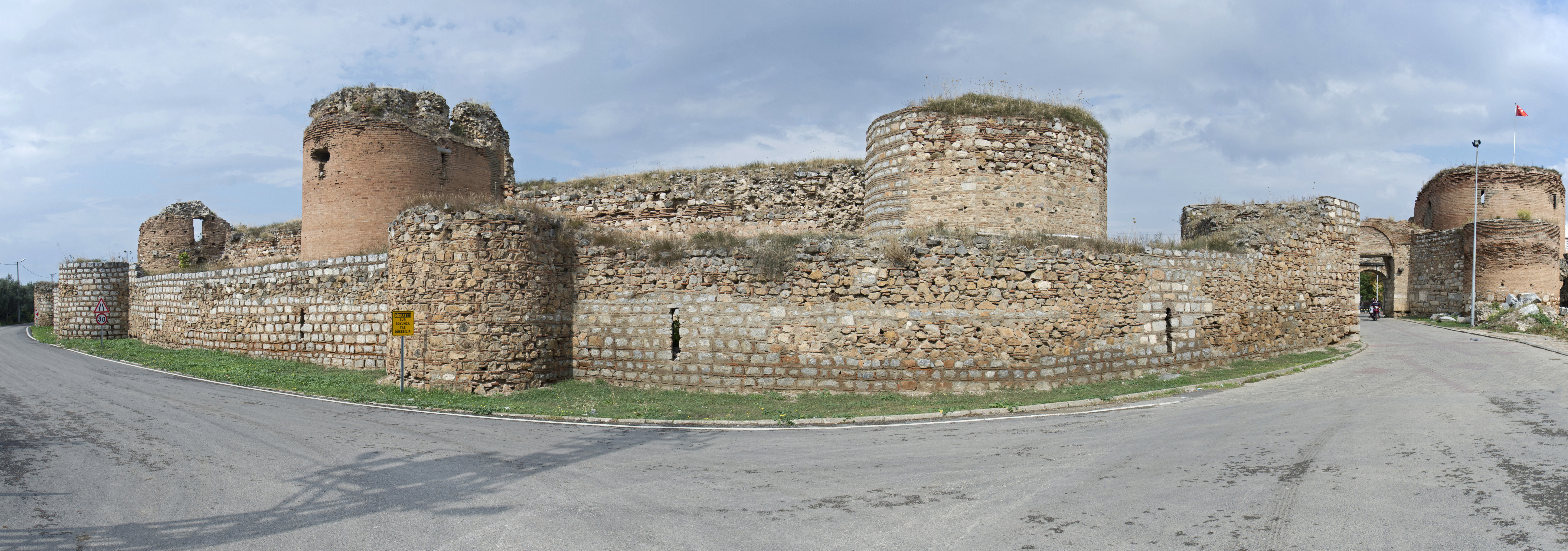
Mur d'enceinte et porte de Yenişehir

Un certain nombre de monuments ont été érigés par les premiers Ottomans entre la conquête de 1331 et la mise à sac de la ville par Timur, en 1402. Parmi les monuments survivants figurent :

### Mur d'enceinte
İznik était à l'origine entourée de 5 km de murs d'environ 10 m de haut, enfermés dans un double fossé côté terre. Les murs comptaient une centaine de tours. De grandes portes sur les trois côtés du côté terre constituaient les seules entrées de la ville. La partie ouest des murs s'élevait au bord du lac, suffisamment grand pour ne pas être facilement bloqué depuis la terre. Aujourd'hui, les murs sont en ruine, mais il en reste suffisamment pour constituer un agréable itinéraire de promenade.

### Mosquée verte
La Mosquée verte (Yeşil Cami) a été construite pour Çandarlı Kara Halil Hayreddin Pacha, premier grand vizir de l'Empire ottoman de 1378 à 1391. Elle doit son nom à la décoration en céramique verte de son minaret. Elle est située près de la porte Lefke, à l'est de la ville. Endommagée en 1922 lors de la guerre gréco-turque, elle a été restaurée entre 1956 et 1969,.

Mosquée verte d'Iznik
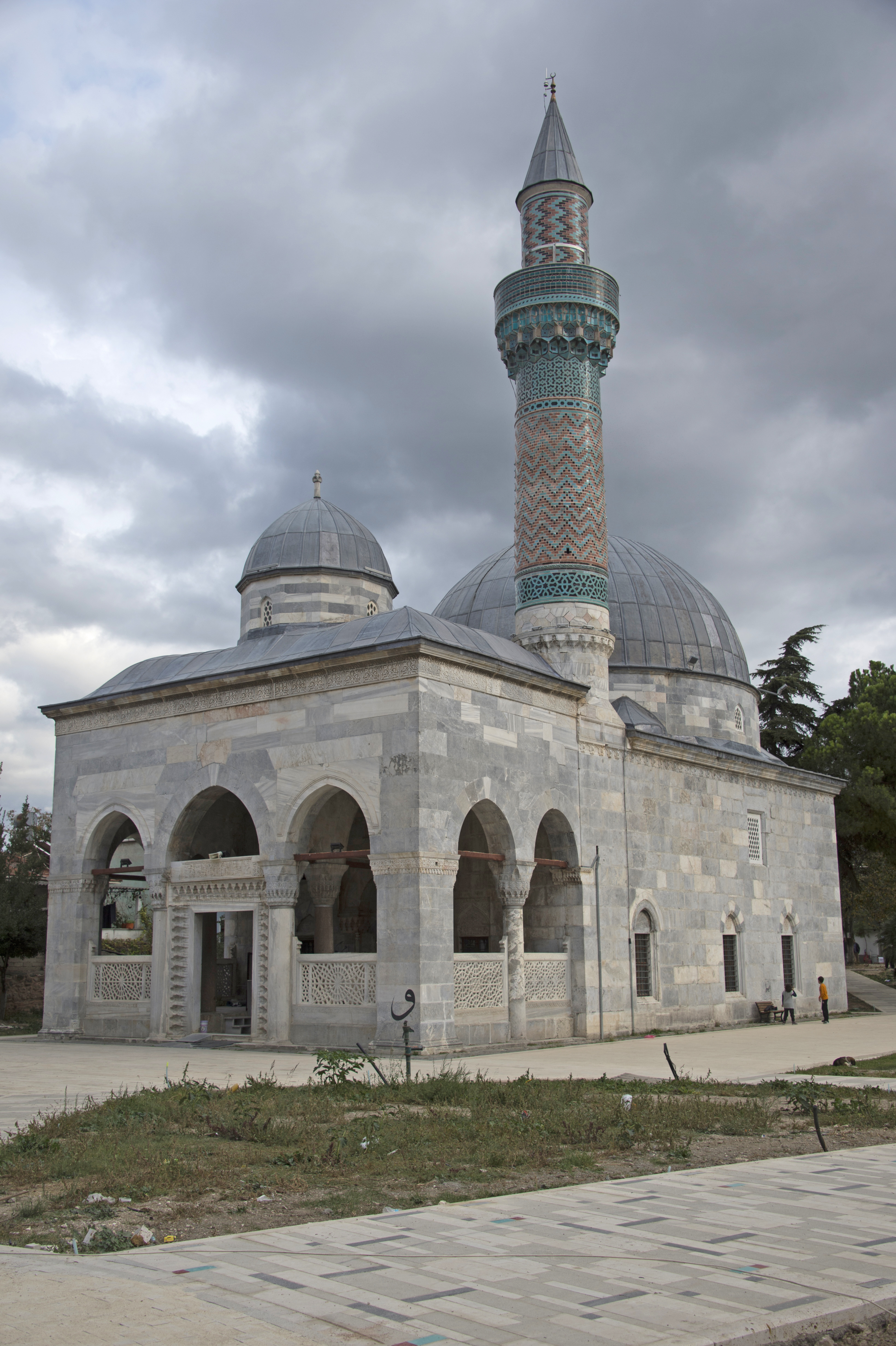
Mosquée verte
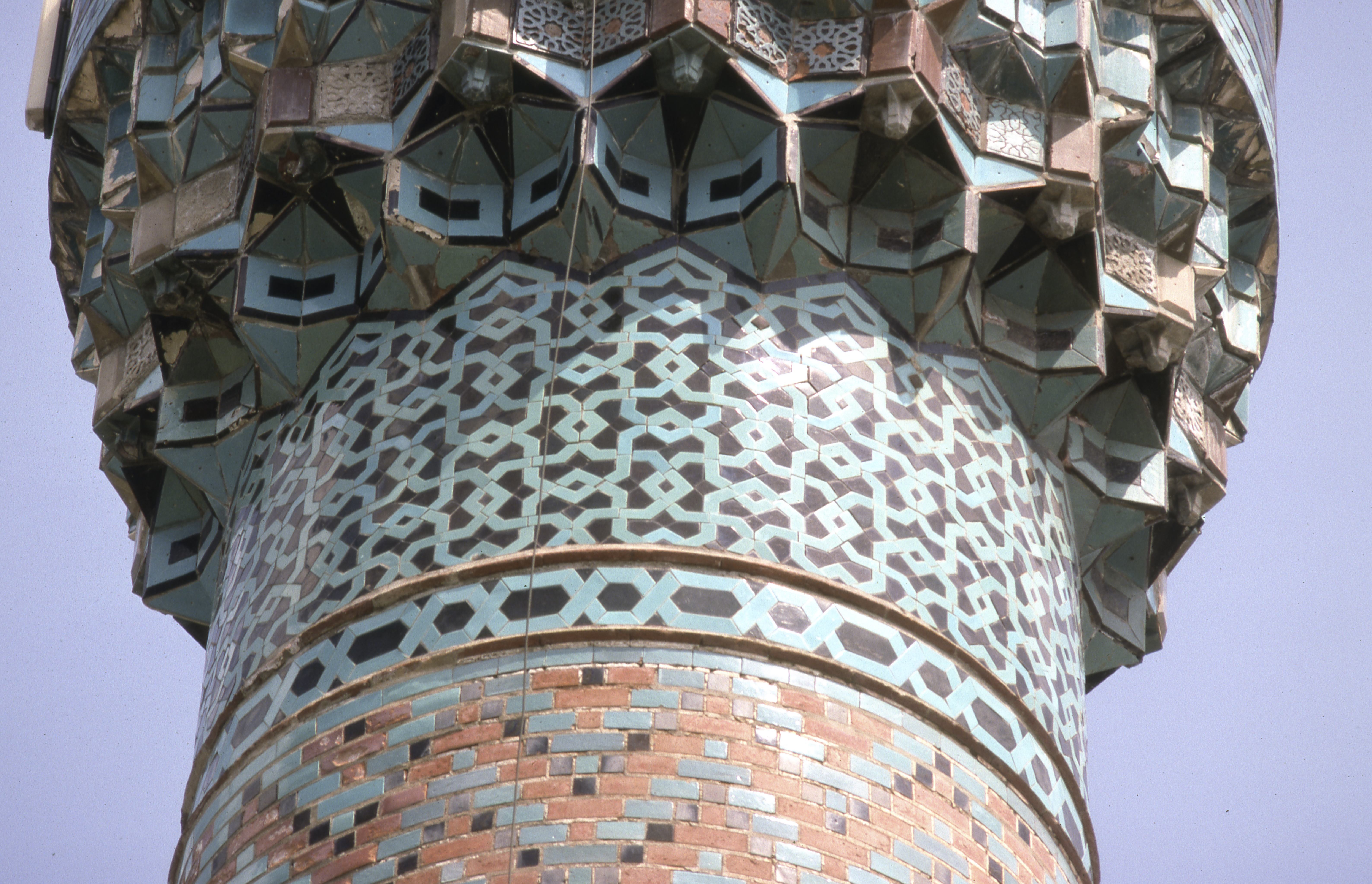
Minaret de la mosquée verte
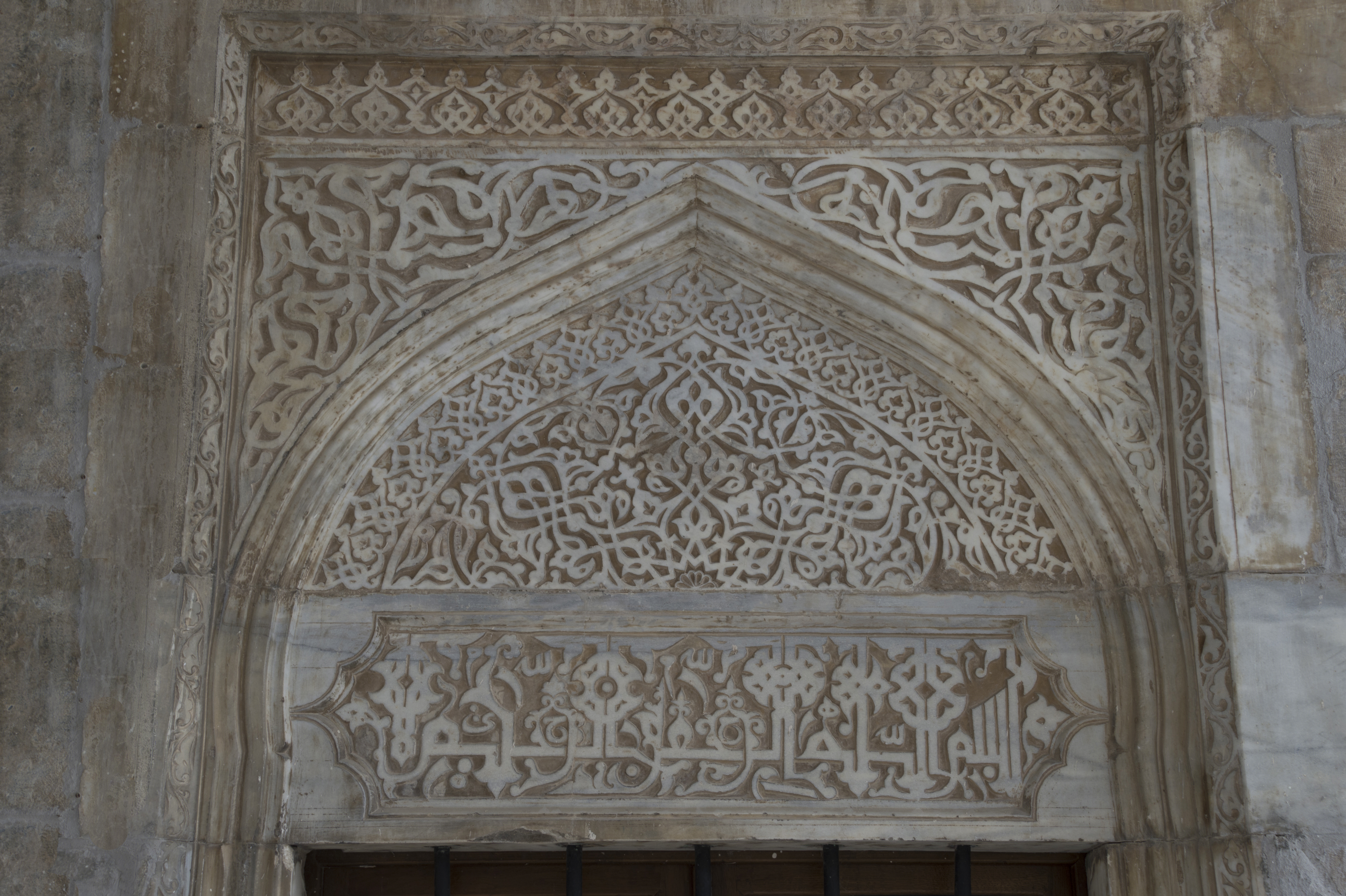
Décoration extérieure au-dessus de l'entrée

### Hagia Sophia
Haghia Sophia (turc: Ayasofya ; grec : Ἁγία Σοφία, « la Sainte Sagesse ») est une ancienne église byzantine construite au VIe siècle par Justinien Ier, au centre de la ville. C'est là que s'est tenu le deuxième concile de Nicée, assemblée d'évêques chrétiens, en 787. Après une reconstruction controversée, elle est devenue la mosquée Ayasofya (turc : Ayasofya Cami).

### Mosquée Hacı Özbek
Cette mosquée fut construite en 1333, seulement trois ans après la conquête. Le portique du côté ouest du bâtiment a été démoli en 1940 pour élargir la route.

### Soupe populaire Nilüfer Hatun

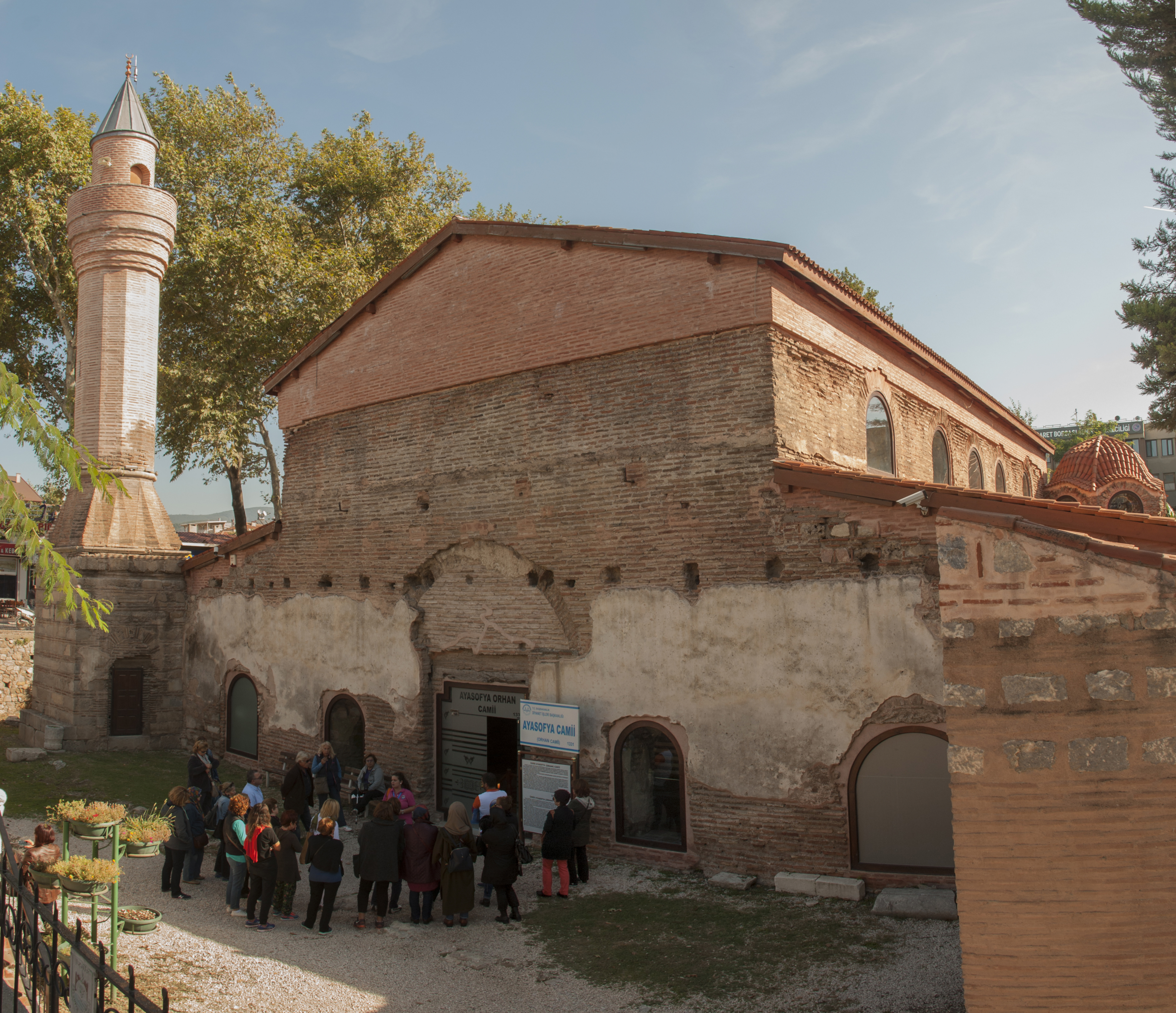
Église Sainte-Sophie de Nicée
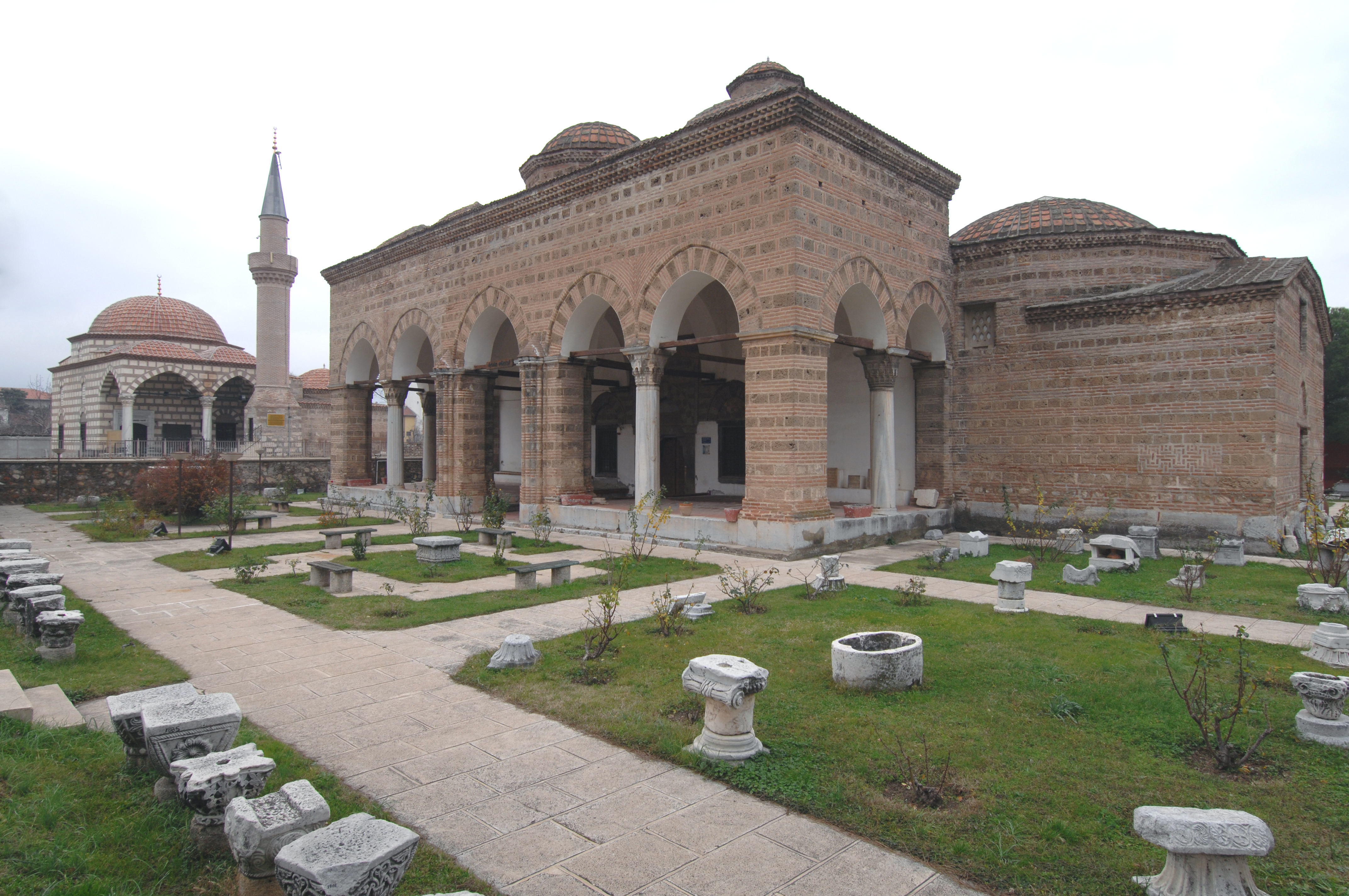
Musée d'Iznik, dans le bâtiment de la soupe populaire Nilüfer Hatun
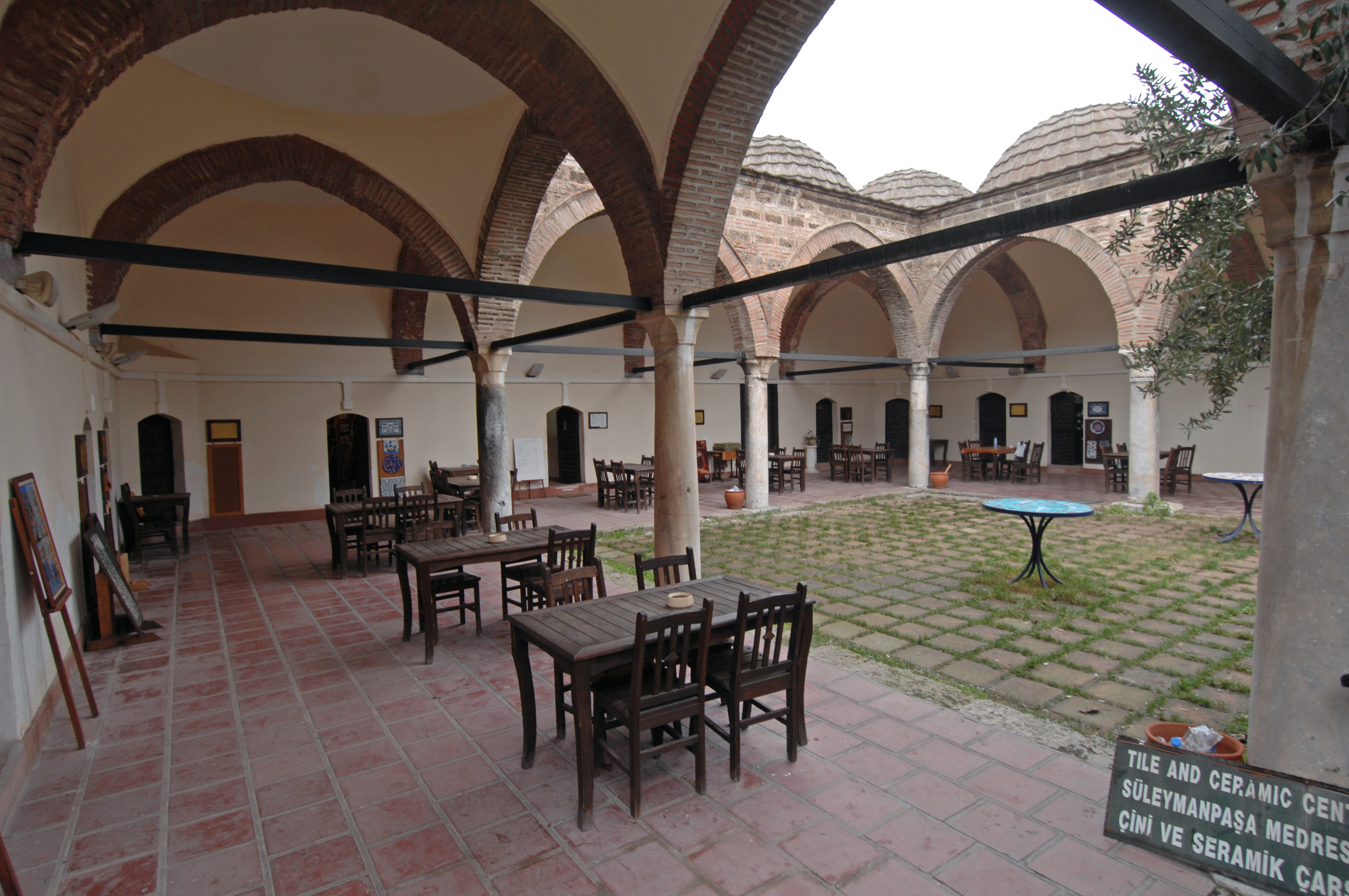
Medrese de Süleyman Pacha
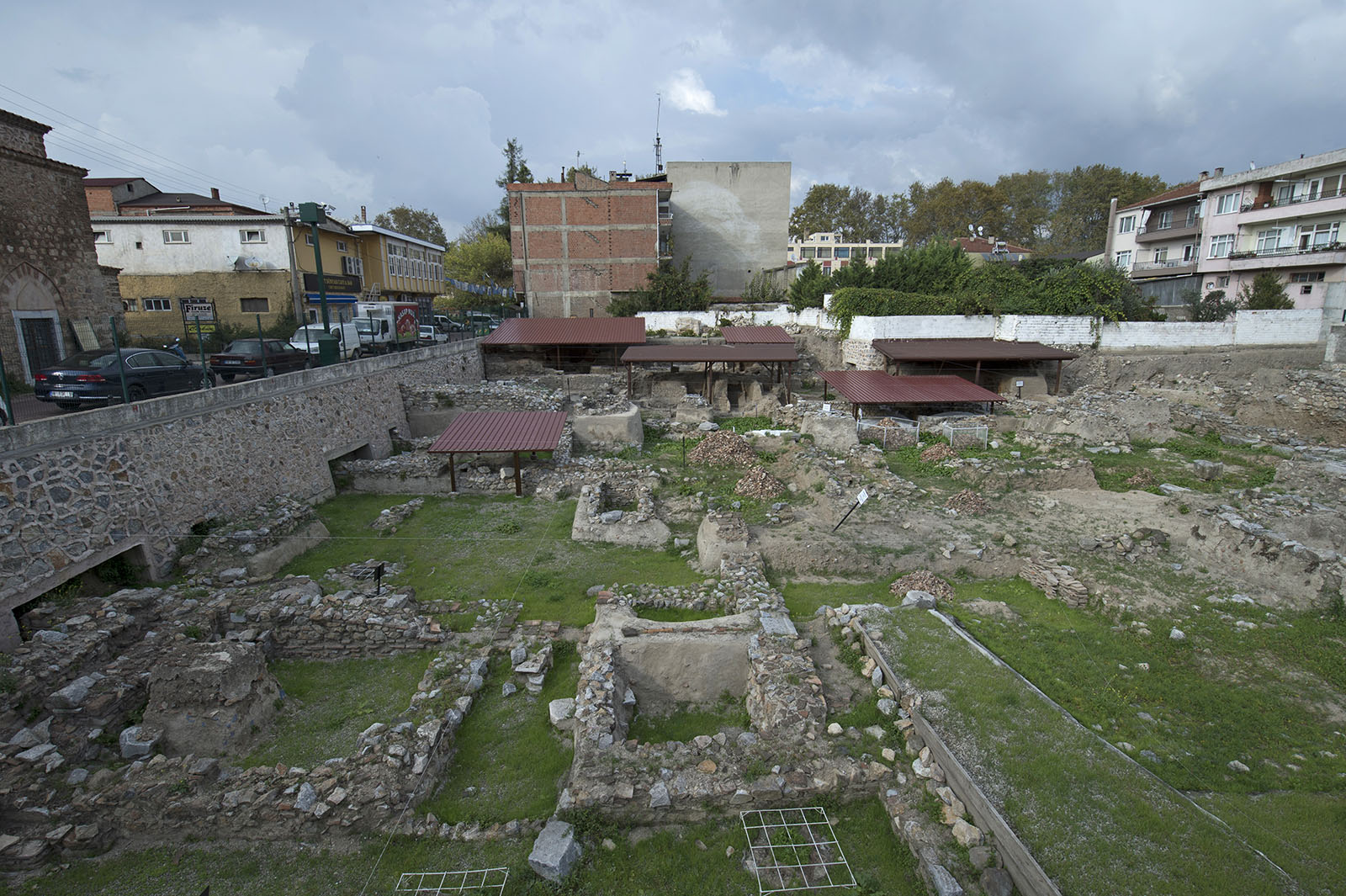
Vestiges de fours ottomans

Le bâtiment de la soupe populaire Nilüfer Hatun (Nilüfer Hatun Imareti), construit en 1388, a été abandonné pendant de nombreuses années, mais finalement restauré en 1955 pour devenir un musée.

### Madrasa de Süleyman Pacha
La madrasa Süleyman Pacha, du milieu du XIVe siècle, a été restaurée au XIXe siècle, puis à nouveau en 1968.

### Mausolée de Çandarlı Hayreddin Pacha
Ce mausolée du XIVe siècle comprend une chambre principale, qui contient quinze sarcophages, et une salle basse qui abrite trois autres sarcophages, dont celui de Hayreddin Pacha. Il est situé dans un cimetière à l'extérieur de la porte de Lefke, à l'est de la ville.

### Fours industriels
Il subsiste quelques vestiges des fours utilisés pour fabriquer la poterie et les tuiles qui ont fait la renommée d'Iznik.

### Autres monuments disparus
Plusieurs monuments ont survécu jusqu'au XXe siècle, mais ont été détruits pendant la guerre gréco-turque de 1919-1922, parfois reconstruits. Parmi ceux-ci :
- Église de la Koimesis ou Dormition (des VIe-VIIIe siècles, mais reconstruite après le tremblement de terre de 1065). Seule église de la ville qui n'a pas été transformée en mosquée[20], elle était décorée de mosaïques byzantines du XIe siècle qui ne survivent que sur des photographies[21],[22].

- Mosquée Eşrefzâde Rumi (XVe siècle). Eşrefzâde Rumi était marié à la fille de Hacı Bayram-ı Veli. Il fonda une secte soufie et son tombeau devint après sa mort, en 1469-1470, un lieu de pèlerinage[4]. La mosquée a été restaurée et le tombeau est décoré de tuiles d'Iznik[23].

- Mosquée et mausolée Seyh Kutbeddin (XVe siècle). La mosquée et le mausolée ont été reconstruits[24],[25].

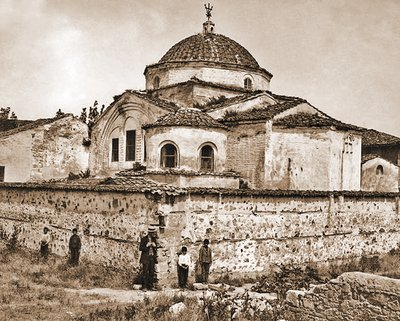
Église de la Dormition
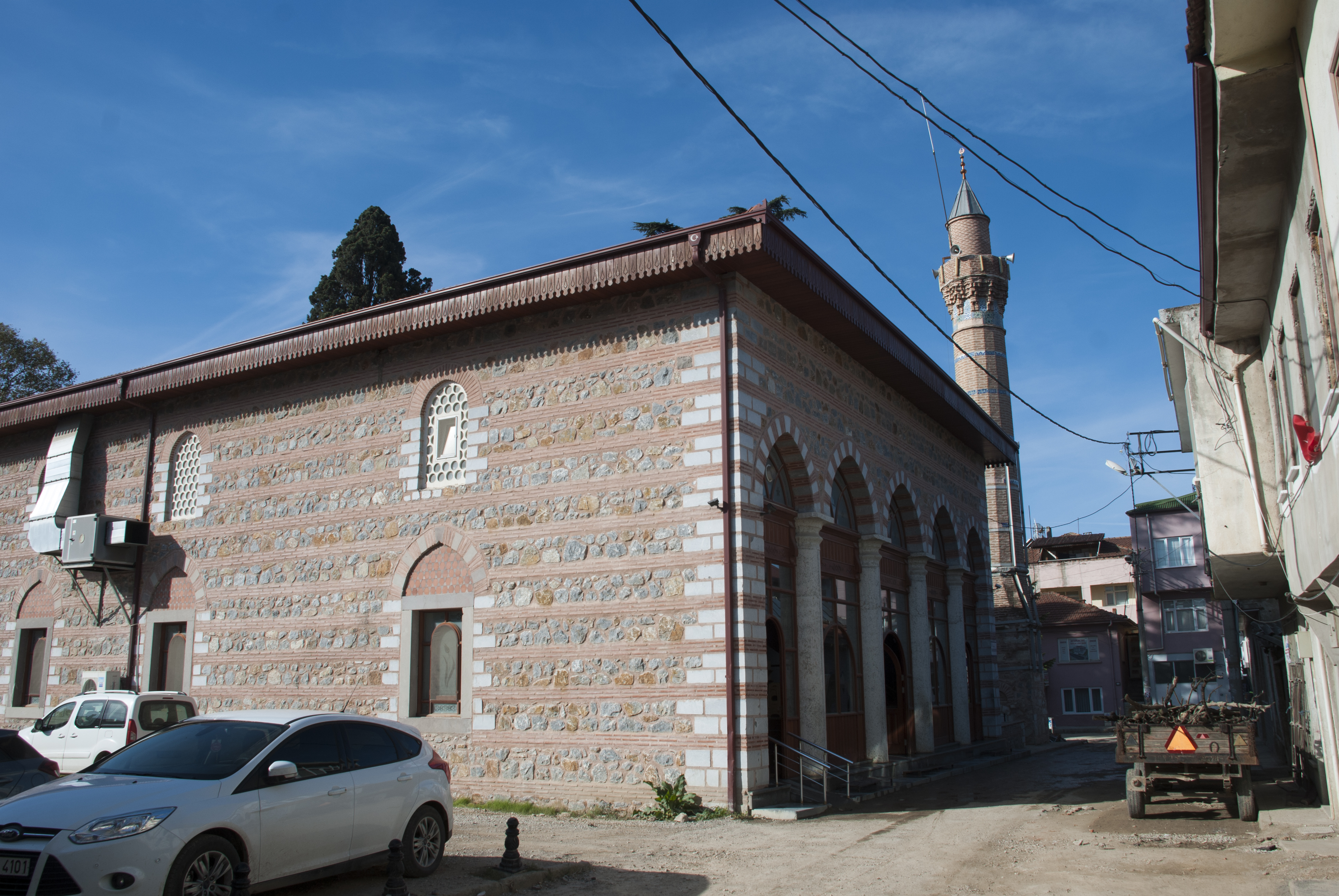
Mosquée Eşrefzâde Rumi
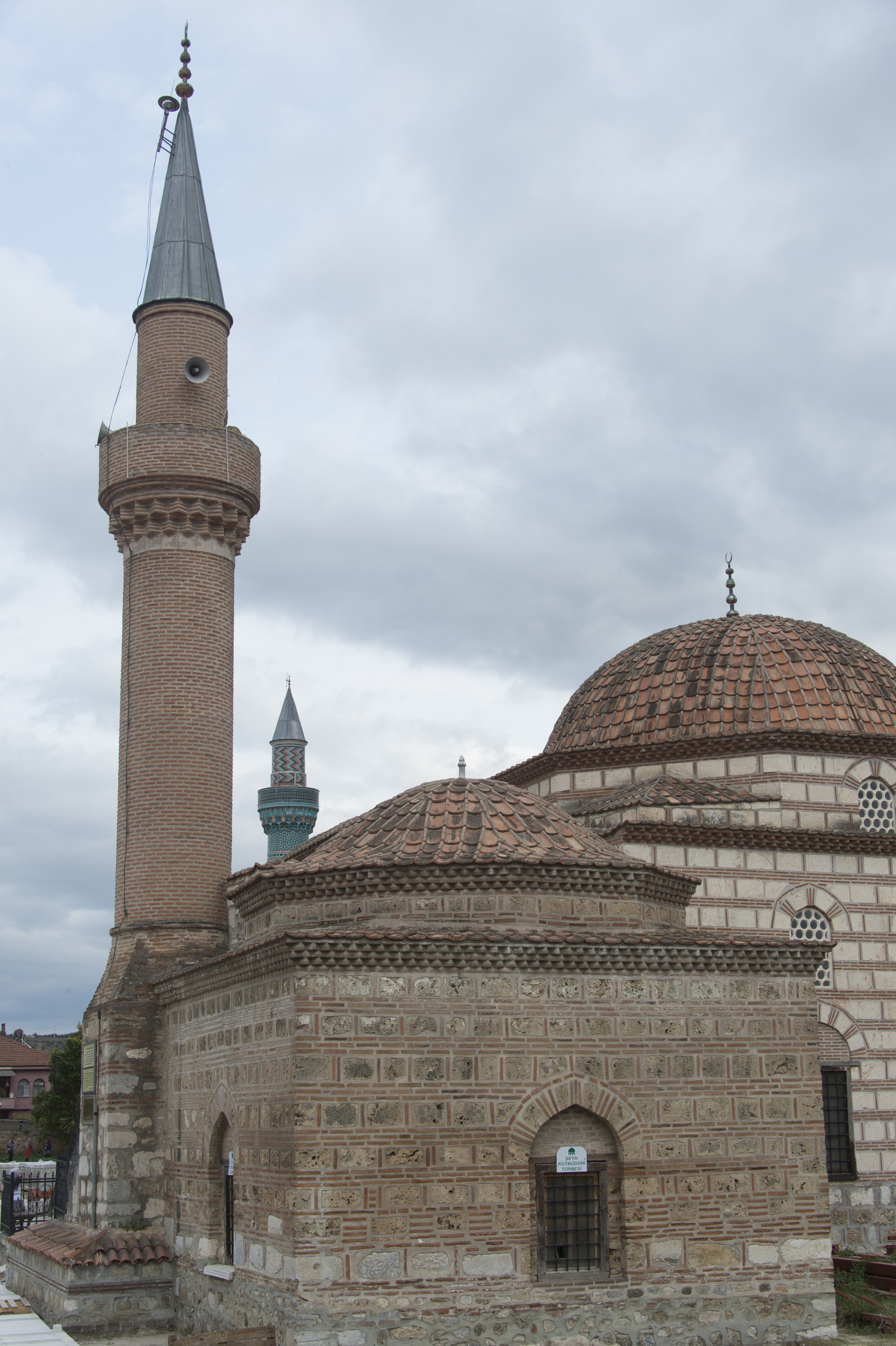
Mosquée Seyh Kutbuddin et mausolée

## Sources
- John Covel, Early Voyages and Travels in the Levant, London, Hakluyt Society, 1893 (lire en ligne), « Extracts from the diaries of John Covel (1670–1679) »
- James Dallaway, Constantinople Ancient and Modern: with excursions to the shores and islands of the archipelago and to the Troad, London, T. Cadell, junr. & W. Davies, 1797 (lire en ligne)
- (ar + fr) Voyages d'Ibn Batoutah, Volume 2, Paris, Société Asiatic, 1854 (lire en ligne)
- Ross E. Dunn, The Adventures of Ibn Battuta, University of California Press, 2005 (ISBN 0-520-24385-4) First published in 1986,  (ISBN 0-520-05771-6).
- The Travels of Ibn Baṭṭūṭa, A.D. 1325–1354 (Volume 2), London, Hakluyt Society, 1962
- Cyril Mango, « The date of the narthex mosaics of the Church of the Dormition at Nicaea », Dumbarton Oaks Papers, vol. 13,‎ 1959, p. 245–252 (DOI 10.2307/1291137, JSTOR 1291137)
- Richard Pococke, A Description of the East and Some Other Countries, vol. 2 part 2, London, self published, 1745 (lire en ligne)
- Julian Raby, Iznik: The Pottery of Ottoman Turkey, London, Alexandra Press, 1989, 19–22 p. (ISBN 978-1-85669-054-6)
- Domenico Sestini, Voyage dans la Grèce asiatique, à la péninsule de Cyzique, à Brusse et à Nicée: avec des détails sur l'histoire naturelle de ces contrées, London and Paris, Leroy, 1789 (lire en ligne)

## Lectures complémentaires
- E. Fusun Alioğlu, ICOMOS International Millennium Congress. More than two thousand years in the history of architecture, Session 2, Historic Towns, UNESCO-ICOMOS, 2001 (lire en ligne), « Similarities between early Ottoman architecture and local architecture or Byzantine architecture in Iznik »
- E.Fusun Alioğlu, ICOMOS International Millennium Congress. More than two thousand years in the history of architecture, Session 2, Historic Towns, UNESCO-ICOMOS, 2001 (lire en ligne), « Establishing the sustainable identity of a historical city field of research: Iznik »
- Julian Raby, « A seventeenth century description of İznik-Nicaea », Istanbuler Mitteilungen, vol. 26,‎ 1976, p. 149–188